# حسن‌آباد زندی
حسن‌آباد زندی، روستایی از توابع بخش کشکوئیه شهرستان رفسنجان در استان کرمان ایران است.شغل اکثر مردم‌ شریف و مهمان نواز روستای حسن آباد زندی کشاورزی و محصول اصلی آنها پسته می باشد.از طوایف اصلی حسن آباد زندی می توان به هاشمی، رشیدی، حسنی، احمدی، سالاری، یوسفی، کریمی، عباسی، بخشی، خلیلی، امیری و زین الدینی اشاره نمود. در حال حاضر این روستا از آبادترین و منسجم ترین روستاهای شهر کشکوئیه محسوب می گردد. مردم آن را کشاورزانی سخت کوش، صبور و مهربان تشکیل می دهد که سالانه با مدیریت بیش از ۳ هزار هکتار باغ بارور پسته سهم قابل توجهی در تولید این طلای سبز ایران دارند. همبستگی و هم نوع دوستی مردمان این روستا زبان زد عام و خاص است.مسجد و حسینه حسن آباد زندی به همت مردمان این دیار یکی از آبادترین مساجد روستایی می باشد که سالانه شاهد برگزاری مراسم مختلف مذهبی است. تمامی مردم روستا مسلمان و شیعه ۱۲ امامی بوده و ارادت خاصی به اهل بیت پیامبر دارند. حسن آباد زندی دارای آمار قابل توجهی از جوانان تحصیل کرده در مقاطع کارشناسی، کارشناسی ارشد و دکتری می باشد که برخی از آنها از نخبگان کشوری محسوب می گردند. هم اکنون علی عباسی دهیار جوان، پرتلاش و معتمد این روستا است.

## جمعیت
این روستا در دهستان کشکوئیه قرار دارد و براساس سرشماری مرکز آمار ایران در سال ۱۳۸۵، جمعیت آن ۳۱۳ نفر (۶۹خانوار) بوده‌است.